# Lawrie Bond
Lawrence "Lawrie" Bond (Preston (Lancashire), 2 augustus 1907 - september 1974) was een Brits ingenieur, constructeur, ontwerper en ondernemer. Hij was betrokken bij de Bond Minicars, de BAC-scooters en motorfietsen, de Bond scooters, de Berkeley auto, de Bond Equipe GT en de Bond 875.
Lawrie Bond was de zoon van Frederick Charles Bond, een lokaal historicus en artiest in Preston. Hij bezocht de Preston Grammar School en werkte bij een aantal Engineering Companies, waaronder tijdens de Tweede Wereldoorlog bij de Blackburn Aircraft Company.
| Doordat Lawrie Bond zijn ontwerpen vaak doorverkocht waren er verschillende bedrijven die onder de naam "Bond" voertuigen produceerden. - Allereerst Sharp's Commercials Ltd., dat de Bond Minicars, de Bond Equipe, de Bond 875 en de Bond Bug produceerde en in 1964 haar naam zelfs veranderde in Bond Cars Ltd.. - Bond's eigen bedrijf Bond Aircraft & Engineering Co., dat de Bond Lilliput en de Bond Gazelle-scooters ontwikkelde. - Bond's eigen bedrijf Lawrence Bond Cars Ltd. dat de Bond Formula Junior maakte. - Projects and Developments Ltd. in Blackburn, waar de Bond Sherpa werd geproduceerd. |

## Bond raceauto's
Lawrie Bond ging na de Tweede Wereldoorlog voor zijn plezier raceauto's maken, waarbij hij gebruikmaakte van zijn kennis van vliegtuigbouw. Zo gebruikte hij verschillende aluminiumlegeringen en monocoque-constructies.

### Bond Type-B
Na de oorlog bouwde hij een zeer kleine voorwielaangedreven raceauto, de Bond Type-B "Doodlebug", die werd aangedreven door een 499cc-Rudge-Whitworth motorfietsmotor. Op 21 juni 1947 reed hij zijn eerste race, de Shelsley Walsh Hill Climb. Hij werd vijfde, maar in juli won hij zijn klasse op het eiland Jersey. Een ongeluk in Shelsley Walsh en nieuwe reglementen voor de nationale 500cc-Formula betekenden het einde van de Doodlebug.

### Bond Type-C
Lawrie Bond ontwierp een nieuwe, veel grotere auto, de Type-C. Deze had net als de Doodlebug een stressed skin aluminium monocoque-carrosserie maar werd aangedreven door een 497cc-JAP-speedwaymotor die in een apart elektron frame was gemonteerd. Ook deze auto had voorwielaandrijving. De wielen waren van aluminium en om het onafgeveerd gewicht te beperken zaten de remtrommels aan de carrosserie vast. Ze remden de wielen via de steekassen af. Om het project te bekostigen wilde hij een serieproductie opzetten, maar vertragingen bij de bouw van het eerste exemplaar betekenden een teleurstellend seizoen, waardoor er weinig kopers te vinden waren. Waarschijnlijk zijn er drie of vier Type-C Bonds gebouwd.

### Bond Formula Junior
Pas in 1960 ging Lawrie Bond weer raceauto's maken, nu via zijn eigen bedrijf Lawrence Bond Cars Ltd. in Loxwood. Deze auto voor de Formula Junior categorie werd aangedreven door een door Cosworth getunde Ford 105E-motor (zoals gebruikt in de Ford Anglia 105E). De auto was vooral interessant vanwege zijn carrosserie, die was opgebouwd met glasvezel met een versteviging van aluminium en staal. Een succes werd het niet, waarschijnlijk werden er slechts twee exemplaren gebouwd, waarvan er één werd ingezet door de coureur Jon Goddard-Watts. Hij startte in slechts twee wedstrijden. De tweede auto kwijnde weg in de fabriek in Loxwood tot deze rond 1965 werd gesloten.

## Sharp's Commercials

### Bond Minicar
Voor zijn vrouw Pauline bouwde Lawrie bond rond 1947 een driewielige auto om boodschappen te doen. Hij wilde van die auto een serieproductie opzetten, waarvoor hij ruimte vond bij luitenant-kolonel C.R. Gray, die bedrijfsleider was van Sharp's Commercials Ltd. aan Ribbleton Lane in Preston, een onderdeel van de Loxhams and Bradshaw Group, dat voor het "Ministry of Supply" beschadigde militaire voertuigen opknapte. Bond wist dat dit overheidscontract in 1948 ging aflopen en daarom dacht hij dat Gray zijn bedrijfsruimte wel zou willen verhuren. Dat weigerde Gray, maar hij kocht het ontwerp van Bond, onder de voorwaarde dat de merknaam "Bond" gebruikt zou worden. Lawrie Bond gebruikte het geld van de verkoop voor de ontwikkeling van de Bond scooters, maar hij bleef als adviseur en ontwerper verbonden aan Sharp's Commercials en ontwierp ook de Bond Equipe en de Bond 875. De Bond Minicar bleef tot in 1966 in productie.

### Bond Equipe
Begin jaren zestig ontwierp Lawrie Bond de "Bond Equipe", een sportwagen die door Sharp's Commercials samen met Standard Triumph was ontwikkeld op basis van de Triumph Herald met de motor van de Triumph Spitfire. Het eerste model werd door het ontbreken van een achterklep en gebrek aan hoofdruimte achterin geen succes. De auto kwam in 1963 in productie maar werd al in 1964 opgevolgd door een nieuwe ontworpen versie.

### Bond 875
Halverwege de jaren zestig, toen de Bond Minicar-productie tegen het einde liep, ontwierp Lawrie Bond een nieuwe driewieler met een veel zwaardere 875cc-Hillman Imp-motor. Daardoor bediende hij toch nog zijn belangrijkste klanten: Motorrijders die met hun motorrijbewijs een kleine auto konden besturen. De 875 leek al erg veel op de Reliant Regal en nadat Reliant Bond Cars Ltd. in 1969 had overgenomen verdween de 875 vrijwel meteen van de markt.

## BAC scooters en motorfietsen

### Bond Minibyke
Met het geld dat Lawrie Bond voor zijn Minicar-ontwerp ontving begon hij met de ontwikkeling van een kleine maar zeer bijzondere scooter. Deze had een dikke, ovale centrale framebuis die tevens als brandstoftank diende en van het balhoofd naar de achteras liep. Beide wielen waren praktisch aan het zicht onttrokken door grote spatborden en er was geen enkele vorm van vering toegepast. De aandrijving geschiedde door een 98cc-Villiers Mk1F tweetaktmotortje. In 1949 werd de scooter aan het publiek voorgesteld, maar al in 1950 kwam er een vervolgmodel met voorvering en een 125cc-JAP-motor. Bond besteedde de productie uit aan Ellis Ltd. in Leeds, dat de productie tot 1953 in stand hield.

## Bond Aircraft and engineering Company
Nadat hij de Bond Minibyke op de markt had gebracht richtte Lawrie Bond de Bond Aircraft & Engineering Co. (BAC) in Longridge op. Daar ging hij nieuwe lichte motorfietsjes en scooters ontwikkelen.

### BAC Lilliput
De Bond Lilliput kwam in februari 1951 op de markt. Dit was een tamelijk conventionele motorfiets, maar opnieuw ontbrak het aan enige vorm van vering. Ook dit model werd door de Villiers Mk1F motor aangedreven, terwijl de "De Luxe"-versie een 125cc-JAP-motor kreeg. De productie eindigde al in oktober 1952.

### BAC Gazelle
Intussen ontwikkelde Lawrie Bond een nieuwe scooter, de Gazelle, met een 122cc-Villiers Mk10D motor. Deze had een telescoopvork, maar de achtervering moest komen van de kleine lagedruik-ballonband. Deze kleine scooter kwam in november 1951 op de markt en in oktober 1952 volgde er een nog lichtere 98cc-versie. Voor het 122cc-model werd een lichtgewicht zijspan geleverd. Eind 1952 verkocht Lawrie Bond ook dit ontwerp, dit keer aan Projects and Developments Ltd. in Blackburn.

## Projects and Developments Ltd.
Projects and Developments bracht de Gazelle waarschijnlijk niet op de markt, maar ontwikkelde het model meteen door naar een veel praktischer ontwerp, de Bond Oscar.

### BAC Oscar
In deze uitvoering kreeg Lawrie Bond's Gazelle scooter een veel sterkere 197cc-Villiers-motor, een startmotor en sterk verbeterde vering. Hij werd tentoongesteld op de Motorcycle Show van 1953, maar kwam bij gebrek aan belangstelling niet in productie.

## BAC Sherpa
Lawrie Bond ontwikkelde intussen weer een nieuwe scooter, de Sherpa, die in november 1955 werd gepresenteerd. Nu had hij wel voor- en achtervering toegepast: voor een geduwde schommelvork en achter een swingarm. Het motortje was opnieuw licht, een 98cc-Villiers-blokje, maar de scooter was ook licht door de toepassing van glasvezel. Het bleef echter bij een enkel prototype.

## Berkeley
In 1956 zocht directeur Charles Panter van de Berkeley Coachworks naar een mogelijkheid om de seizoensgebonden productie van caravans in de stille maanden uit te breiden. Berkeley had veel ervaring met de toepassing van glasvezel en zocht een ontwerper die daar ook ervaring mee had. Lawrie Bond ontwierp de Berkeley Sports, een sportcabriolet met een 322cc-tweecilinder tweetakt British Anzani-motor. De auto werd een succes, maar de instortende markt voor caravans bracht het bedrijf in moeilijkheden. Men probeerde het bedrijf te verkopen aan Sharp's Commercials, maar dat mislukte en Berkeley ging in 1961 failliet.

## Overlijden
Lawrie Bond begon op latere leeftijd een pub in de buurt van Bowes (North Yorkshire), waar hij ook nog steeds als freelance-ontwerper werkte. Toen zijn gezondheid achteruit ging verhuisde hij naar Ansdell in Lancashire, waar hij in 1974 op 67-jarige leeftijd overleed.
- Library of Congress Control Number: nb2018014128
- Virtual International Authority File: 1570153289928932770005
- WorldCat: E39PBJhxrtG7gDJVKQdQRf6dwC